# 겁쟁이 다람쥐 토토리
"겁쟁이 다람쥐 토토리"(영어: Scaredy Squirrel)는 멜라니 와트의 겁쟁이 다람쥐 토토리 책 시리즈를 기반으로 한 캐나다 애니메이션 TV 시리즈이다. 2011년 4월 1일 캐나다 YTV, 2011년 8월 9일 미국 카툰 네트워크에서 처음 방영되었으며, YTV와 카툰 네트워크에서 방영되었다.

## 줄거리
이 시리즈는 정력적인 다람쥐 토토리와 그의 가장 친한 친구인 스컹크 롤로리의 모험을 기록한 내용이다. 그들의 익살은 허구의 발사 시티, 그리고 종종 토토리가 스태커로 일하는 지역 슈퍼마켓 "N"호드 보관에서 일어난다.

## 방송일
- 캐나다: 2011년 4월 1일 ~ 2013년 8월 17일
- 미국: 2011년 8월 16일 ~ 2014년 9월 17일
- 대한민국: 2011년 9월 12일 ~ 2014년 1월 23일

## 목소리 출연
- 이용신: 토토리(스케얼디)
- 강수진: 롤로리(데이브)
- 전태열: 로자리(네스터)
- 문남숙: 샐리
- 김준: 밀드레드
- 김옥경: 마마
- 변종필: 비버
- 홍진욱: 벅
- 리주창: 패디
- 여민정: 할머니 거복이